# إبتهال الصريطي
إبتهال الصريطي ممثلة ومطربة مصرية.

## حياتها ونشأتها
بدأت عملها في عام 2007 بفرقة «الطمى» المسرحية، وكانت ابتهال هي المطربة الأولى لفرقة الصحبجية الغنائية قبل انضمامها لفرقة طمى. شاركت في عروض مختلفة بساقية الصاوي، كما شاركت في فيلم قصير بعنوان «صوتها الجميل» مع المخرجة الأمريكية جنيفر باترسون كممثلة ومغنية. شاركت في الفيلم السينمائي «فتاة المصنع» للمخرج محمد خان، والذي يعد أولى تجاربها السينمائية الطويلة. شاركت في مسلسل السبع وصايا  في رمضان 2014 وكانت تجسد فيه دور شحاته  وكان الدور باللهجة الصعيدية، ويعد هذا العمل أولى تجاربها في الدراما المصرية وهو من تأليف/ محمد أمين راضي وإخراج/ خالد مرعي. وهي ابنة الفنان سامح الصريطي والفنانة نادية فهمي.

## من أعمالها
- فتاة المصنع
- السبع وصايا
- وضع أمني
- سابع جار

## وصلات خارجية
- إبتهال الصريطي على موقع قاعدة بيانات الأفلام العربية